# Notoxus caudatus
Notoxus caudatus là một loài bọ cánh cứng trong họ Anthicidae. Loài này được Fall miêu tả khoa học năm 1902.